# José Luis Vallés Molero
José Luis Vallés Molero (1952) és un polític basc. Fou regidor del PSE-EE per Eibar del 1991 al 2008 i president de la comunitat de Debabarrena el 2003-2007. A les eleccions generals espanyoles de 2008 fou escollida senador per Guipúscoa.